# Lilli Gruber
Dietlinde Gruber, detta Lilli (Bolzano, 19 aprile 1957), è una giornalista, autrice televisiva, conduttrice televisiva, scrittrice ed ex politica italiana.
Attiva come giornalista televisiva dai primi anni ottanta, ha lavorato per la TGR, il TG2 e il TG1, conducendo le principali edizioni delle testate, ricoprendo anche il ruolo di inviata, seguendo per la Rai avvenimenti importanti come il crollo del muro di Berlino e la guerra in Iraq. Nel corso della lunga carriera ha scritto diversi saggi e romanzi, pubblicati per Rai Eri e per Rizzoli.
Dal 2004 al 2008 è stata parlamentare europea, eletta dalla Lista Uniti nell'Ulivo, per entrare poi nel Partito Democratico, dimettendosi anzitempo per assumere nel settembre 2008 la conduzione della trasmissione Otto e mezzo, tuttora in onda su LA7.

## Biografia
Secondogenita di Alfred Gruber, imprenditore di lingua tedesca proprietario di un'impresa di macchine edili (la Tiger), e di Herlinde Deutsch, ha un fratello maggiore, Winfried, e una sorella minore, Friederike detta Micki. Dopo la separazione dei genitori cresce a Egna col fratello e la sorella, frequentando il liceo linguistico all'interno dell'istituto delle suore Marcelline a Bolzano e diplomandosi con il massimo dei voti. Frequenta a Venezia la Facoltà di Lingue e Letterature straniere, laureandosi con lode. In seguito, svolge il praticantato giornalistico a Telebolzano e scrive per i quotidiani L'Adige e Alto Adige, quindi approda in Rai, dapprima a Sender Bozen, il canale di lingua tedesca, poi, nei primi anni ottanta, alla redazione di Bolzano della TGR del Trentino-Alto Adige.
Sotto la guida di Antonio Ghirelli, nel 1986 passa al TG2 conducendo l'edizione del TG di mezza sera e facendosi notare per lo stile aggressivo e la postura di tre quarti, atipica per un mezzobusto, solitamente inquadrato sempre frontalmente. Avendo chiesto di fare l'inviata dall'estero, nel 1989 ha raccontato per la Rai i giorni che hanno portato al crollo del muro di Berlino, raccontando la sua esperienza sul campo nel suo primo libro Quei giorni a Berlino, pubblicato da Rai Eri e scritto insieme a Paolo Borella.

Dal 1990 è passata al TG1, inizialmente occupandosi di politica estera, per poi condurre l'edizione principale delle 20, senza trascurare l'attività di inviata, andando spesso in territori coinvolti da conflitti, come le guerre jugoslave, la guerra in Iraq (da questa esperienza ha tratto diversi saggi, pubblicati da Rizzoli) e gli attentati dell'11 settembre 2001. Nel 1994 ha esordito come conduttrice presentando il programma giornalistico Al voto, al voto!, proposto dalla Rai in occasione della campagna elettorale per le elezioni politiche di quell'anno. Nel 1997 ha ricevuto il Premio Alghero Donna. Ha collaborato inoltre con i quotidiani La Stampa e Corriere della Sera. Sempre negli anni novanta è stata attiva anche all'estero, conducendo nel 1996 il settimanale Focus TV, in onda sulla TV tedesca ProSieben, e nel 1998 un talk show per SWF. Per conto della CBS ha realizzato un'intervista-ritratto all'attrice Sophia Loren.
Dopo aver denunciato la carenza di libertà d'informazione in Italia sotto il governo Berlusconi, nel 2004 ha lasciato la Rai per candidarsi alle elezioni per il Parlamento europeo con la coalizione Uniti nell'Ulivo. Capolista nelle circoscrizioni nord-est e centro, risulta prima degli eletti in entrambe, raccogliendo complessivamente oltre 1 milione e 100.000 voti. La fase finale della campagna elettorale è seguita da Caterina Borelli che realizzerà il documentario Lilli e il cavaliere - 10 giorni per battere Berlusconi.

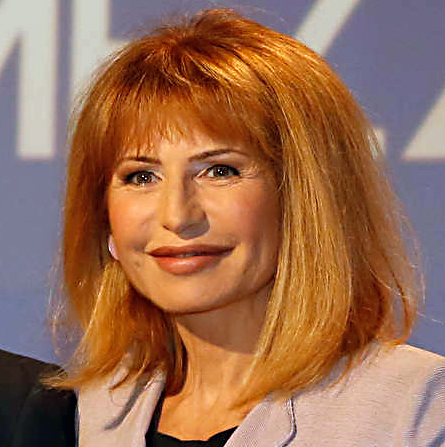
Lilli Gruber nel 2008

Si è iscritta al gruppo parlamentare del Partito Socialista Europeo ed è stata presidente della Delegazione per le relazioni con gli Stati del Golfo; membro della Conferenza dei presidenti di delegazione, della Commissione per le libertà civili, la giustizia e gli affari interni, della Delegazione per le relazioni con l'Iran. Nel 2007, dopo un iniziale rifiuto a entrare nel Comitato promotore 14 ottobre del Partito Democratico, divenne membro della Commissione per l'Etica, nominata dall'Assemblea Costituente Nazionale.
Nel settembre 2008 annunciò la conclusione dell'esperienza politica, dimettendosi da eurodeputata, sei mesi prima della fine della legislatura, rinunciando al diritto alla pensione. Da allora è tornata all'attività giornalistica, conducendo dal 2008 la trasmissione Otto e mezzo su LA7. Nel frattempo ha proseguito l'attività di scrittrice, pubblicando una trilogia di romanzi sulla storia della sua famiglia e dell'Alto Adige, ambientati tra il XIX e il XX secolo: Eredità, Tempesta e Inganno. Nel 2016 è uscito il suo saggio Prigionieri dell'Islam. Dal 2012 (ad eccezione del 2014) partecipa annualmente alle riunioni del Gruppo Bilderberg in qualità di Editor-in-Chief and Anchor "Otto e mezzo", La7 TV.

### Vita privata
Si è sposata nel 2000 a Montagna con il giornalista francese Jacques Charmelot.
Parla fluentemente italiano, tedesco, inglese e francese.

## Programmi TV

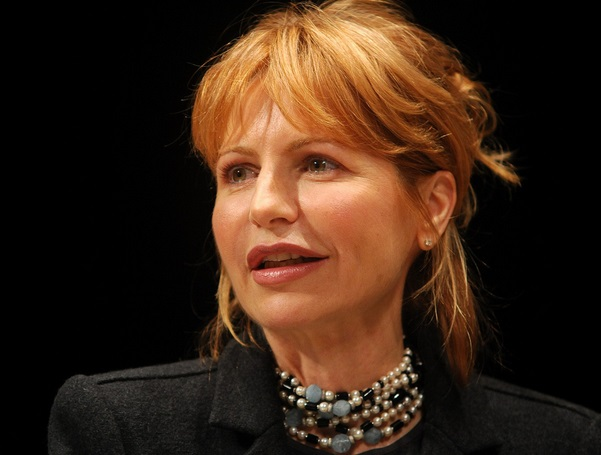
Lilli Gruber nel 2015

### Conduttrice
- TG2 (Rai 2, 1986-1990; inviata dal 1987 al 1991)
- TG1 (Rai 1, 1992-2004)
- Al voto, al voto! (Rai 1, 1994)
- Focus Tv (ProSieben, 1996)
- 60 Minutes (CBS, 1999; intervista a Sophia Loren)
- Otto e mezzo (LA7, dal 2008)

## Opere

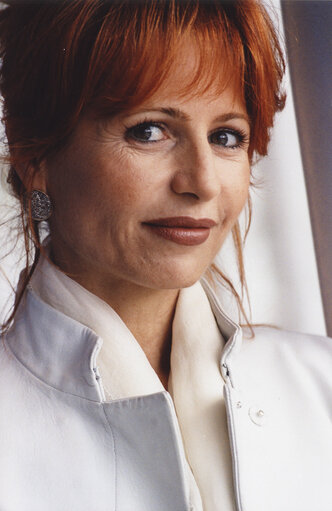
Lilli Gruber

- Quei giorni a Berlino. Il crollo del Muro, l'agonia della Germania Est, il sogno della riunificazione: diario di una stagione che ha cambiato l'Europa, con Paolo Borella, Torino, Nuova Eri, 1990, ISBN 88-397-0594-5.
- I miei giorni a Baghdad, Milano, Rizzoli, 2003, ISBN 88-17-87317-9.
- L'altro Islam. Un viaggio nella terra degli sciiti, Milano, Rizzoli, 2004, ISBN 88-17-00372-7; Milano, BUR, 2005. ISBN 88-17-00846-X.
- Chador. Nel cuore diviso dell'Iran, Milano, Rizzoli, 2005, ISBN 88-17-00847-8; Milano, BUR, 2006, ISBN 88-17-01224-6.
- America anno zero. Viaggio in una nazione in guerra con se stessa, Milano, Rizzoli, 2006, ISBN 88-17-01265-3; Milano, BUR, 2007, ISBN 978-88-17-01804-3.
- Figlie dell'Islam. La rivoluzione pacifica delle donne musulmane, Milano, Rizzoli, 2007, ISBN 978-88-17-01840-1.
- Streghe. La riscossa delle donne d'Italia, Milano, Rizzoli, 2008, ISBN 978-88-17-02487-7.
- Ritorno a Berlino. Il racconto dell'autunno che ha cambiato l'Europa, con Paolo Borella, Milano, Rizzoli, 2009, ISBN 978-88-17-03481-4.
- Eredità. Una storia della mia famiglia tra l'impero e il fascismo, Milano, Rizzoli, 2012, ISBN 978-88-17-04537-7.
- Tempesta, Milano, Rizzoli, 2014, ISBN 978-88-17-07567-1.
- Prigionieri dell'Islam. Terrorismo, migrazioni, integrazione: il triangolo che cambia la nostra vita, Milano, Rizzoli, 2016, ISBN 978-88-17-08854-1
- Inganno. Tre ragazzi, il Sudtirolo in fiamme, i segreti della guerra fredda, Milano, Rizzoli, 2018, ISBN 978-88-17-10507-1.[8].
- Basta! Il potere delle donne contro la politica del testosterone, Collana I Solferini, Milano, Solferino, 2019, ISBN 978-88-282-0311-7.
- La guerra dentro. Martha Gellhorn e il dovere della verità, Saggi Italiani, Milano, Rizzoli, 2021, ISBN 978-88-17-15410-9.
- Non farti fottere. Come il supermercato del porno online ti ruba fantasia, desiderio e dati personali, Collana Saggi italiani, Milano, Rizzoli, 2024, ISBN 978-88-171-7488-6.

## Teatro
- Ferite a morte, scritto e diretto da Serena Dandini (2012)

## Filmografia
- Si muore tutti democristiani, regia de Il Terzo Segreto di Satira (2018) - nel ruolo di sé stessa